# 金魚坂上ル
『金魚坂上ル』（きんぎょざかのぼル）は、PEACH-PITによる日本の漫画作品。『デザート』（講談社）にて、2012年10月号から2015年8月号まで連載された。PEACH-PITが『デザート』に作品を掲載するのは、今作が初である。コミックスは全5巻。話数の数え方は「第○現象」。
2013年8月5日より『デザート』で連載されている5作品のスイーツが、池袋WhiteRoseにてコラボレーションスイーツとして販売され、本作のスイーツも登場した。

## あらすじ
都立高校2年の花小野にしきは、かつて暮らしていた坂の多い町・深郷（みさと）町で、紙屋を営む祖母と暮らし始め、「すくい屋」という人助けを始める。幼なじみの蒼馬は、極度の方向音痴で人の良い、にしきを心配するが、にしきは放課後になると毎日のように古びた自転車で坂を駆け抜け、人々を「すくって」いき、自身の欠けた記憶のカケラを集めていく。ある日、一人で留守番をする妹の話し相手をしてほしいと頼まれたにしきは、依頼者の遠野紺とその妹・朱（あかい）という不思議な兄妹と出会う。

## 登場人物
花小野 にしき（はなおの にしき）
本作の主人公。都立蛍見坂（ほたるみざか）高校2年に転入してきた女子生徒。面倒見が良い性格で、放課後や休日に「すくい屋」という人助けをしているが、極度の方向音痴。主な依頼は、買い物代行や猫探し、話し相手など。亡くなった祖父が使っていた古びた自転車を使っている。
「すくい屋」の仕事を終えた後は、「すくわれ（依頼者）」にお代として折紙の裏に仕事をした旨の覚え書きを記してもらい、それを折り鶴にして保存してある。
遠野 紺（とおの こん）
暗闇坂（くらやみざか）にある下宿「葛葉莊（くずはそう）」の管理人。大学で民俗学の研究をしている。にしきへの依頼の手紙では、妹の相手をしてほしいと書いた。
遠野 朱（とおの あかい）
紺の妹。利発な小学生。自分たちはキツネの兄妹だと、にしきに話す。宮沢賢治の作品を好む。
見崎 蒼馬（みさき そうま）
都立蛍見坂高校2年生。にしきの幼馴染。弓道部所属。方向音痴のにしきを心配し、すくいに同行する。
金魚屋（きんぎょや）
江戸時代から7代続く老舗の金魚屋「丸越善次郎（まるこし ぜんじろう）商店」の店主。一見強面だが、根は親切。
ビダイ
葛葉莊の住人。美術大学の浪人生。
おばあちゃん
にしきの祖母。紙漉坂（かみすきざか）で「紙や 花お」を営んでいる。
鏑木 若葉（かぶらぎ わかば）
にしきと蒼馬の幼馴染。初恋相手は、にしき。
見崎 寿美（みさき すみ）
にしきのクラスメイト。愛称：ミサ。
本田 みなみ（ほんだ みなみ）
にしきのクラスメイト。愛称：パンちゃん。
カノ
弓道部のマネージャー。にしきの邪魔をする。

## 書誌情報
- PEACH-PIT 『金魚坂上ル』 講談社〈KC デザート〉、全5巻[2]
  1. 2012年12月19日発行（同日発売[6]）、ISBN 978-4-06-365715-9
  2. 2013年6月13日発行（同日発売[7]）、ISBN 978-4-06-365731-9
  3. 2014年3月13日発行（同日発売[8]）、ISBN 978-4-06-365756-2
  4. 2014年11月13日発行（同日発売[9]）、ISBN 978-4-06-365788-3
  5. 2015年8月12日発行（同日発売[10]）、ISBN 978-4-06-365827-9